# 8608 Челомей
8608 Челомей (8608 Chelomey) — астероїд головного поясу, відкритий 16 грудня 1976 року.
Тіссеранів параметр щодо Юпітера — 3,578.